# Les Westbrooks
Les Westbrooks (Meeting the Westbrooks) est une émission de télé-réalité qui raconte le quotidien de la famille Westbrooks. Le tournage s'est fait en Californie à Los Angeles.  
Diffusée depuis le 14 octobre 2015 sur la chaîne afro-américaine BET et à partir du 10 mars 2016 sur la chaîne française BET France. 
L’émission est diffusée sur les deux chaînes le jeudi soir à 22h.

## Contexte
India Westbrooks et ses quatre sœurs — Crystal, Bree, Morgan et Brooke — ont très largement investi les réseaux sociaux et plus particulièrement le réseau social Instagram. India, la cadette de la famille est devenue une véritable célébrité grâce à ses différents styles vestimentaires. Les sœurs ont accumulé plus de 2 millions de fans en ligne mais sont également critiquées par des détracteurs. 
Les sœurs passent la plupart de leur temps à poster des photos sur les réseaux sociaux. India Love est connue pour prendre plus de 100 photos par jour. 
Leur exposition sur les réseaux sociaux leur ont permis d’attirer les sponsors qui les rémunèrent pour qu’elles se prennent en photo avec leurs produits. 
India et Crystal gagnent des milliers de dollars par semaine simplement en mettant en avant des vêtements, des chaussures et bien d’autres marques. 
Morgan utilise son influence pour promouvoir de la musique, son salon de bronzage ainsi que sa passion pour la moto. 
Brooke quant à elle, a créé un corset moderne pour le sport et Bree est devenue l’emblème des filles en étant modèle grande taille.

## Développement
En 2013, la famille Westbrooks a lancé une première télé-réalité sur la chaîne de télévision américaine appelée Lair TV avec Jonathan Mariande comme producteur exécutif. Cette émission, exclusivement en ligne et sur la plateforme vidéo YouTube a permis aux membres de la famille de considérer le fait de mettre en place une véritable émission de télé réalité diffusée par la suite sur BET. 
L'annonce du premier épisode de #TheWestbrooks appelé Construire la marque (Making The Brand) a été faite via Instagram sur le compte de chacune des filles et de leurs proches. Il sera donc lancé le 14 octobre 2015 à 22h sur la chaîne BET USA. 
BET France annonce le 17 février l'arrivée de Les Westbrooks sur leur chaîne. L'émission de télé-réalité est alors diffusée à partir du 10 mars 2016 à 22h.

## Distribution

### Acteurs principaux
| Acteurs            | Statut             |
| ------------------ | ------------------ |
| Brooke Westbrooks  | Fille aînée        |
| Morgan Westbrooks  | Seconde fille      |
| Bree Westbrooks    | Troisième fille    |
| Crystal Westbrooks | Quatrième fille    |
| India Westbrooks   | Cinquième fille    |
| Warren Westbrooks  | Le père de famille |
| Candy Westbrooks   | La mère de famille |

### Acteurs récurrents
| Acteurs          | Statut                                  |
| ---------------- | --------------------------------------- |
| Blake Westbrooks | Petit frère des sœurs Westbrooks        |
| Soulja Boy       | Meilleur ami de India Westbrooks        |
| Matika           | Meilleure amie de India Westbrooks      |
| Allen            | Petit-ami de Brooke Westbrooks          |
| DeVon            | Petit-ami de Bree Westbrooks            |
| Jacob Yorks      | Manageur de India et Crystal Westbrooks |
| —                | Coach Sportif                           |

Le chanteur The Game a également été mentionné au premier épisode de la saison concernant une ancienne relation amoureuse entretenue avec India.

## Commentaires
- India a présenté les BET Awards en 2015
- Crystal et India ont tourné dans le clip Used To Be du groupe de musique Mindless Behaviour
- India a défilé pour la collection de prêt-à-porter Yeezus de Kanye West en 2015.